# Mellantjärnen (Åsarne socken, Jämtland)
Mellantjärnen är en sjö i Bergs kommun i Jämtland och ingår i Ljungans huvudavrinningsområde.